# Caviro
Caviro è una società cooperativa italiana con sede a Faenza in provincia di Ravenna e con centro produttivo sia a Faenza sia nella vicina Forlì.
Nota principalmente per la produzione del vino Tavernello, confezionato in contenitori Tetra Pak, è tra le aziende leader a livello mondiale nel settore vitivinicolo, tanto che un rapporto realizzato da Impact Databank per la rivista statunitense Wine Spectator ha indicato nel 2008 il Tavernello come il quinto vino più venduto al mondo, con 11,4 milioni di confezioni, pari allo 0,4% del mercato vinicolo mondiale.
L'8 maggio 2023 lo stabilimento faentino Caviro Extra – che si occupa della produzione di alcool biometano e acido tartarico – è stato vittima di un incendio, che ha causato diverse esplosioni e interessato dodici silos.